# Gras pìstà
Gras pìstà nel dialetto mantovano (in italiano: grasso pestato) è lardo di maiale fresco battuto con il coltello e aromatizzato con prezzemolo e aglio. Nelle campagne i contadini lo spalmavano sulle fette di polenta abbrustolite oppure lo aggiungevano alla minestra. Può essere servito anche sulla focaccia calda. 